# Стаффордшир
Стаффордшир (англ. Staffordshire, МФА /ˈstæfərdʃər/ або /ˈstæfərdʃɪər/) — церемоніальне неметропольне графство на заході центральній частині Англії. Входить до складу регіону Вест-Мідлендс. Адміністративний центр — Стаффорд, найбільше місто — Сток-он-Трент.
Населення становить 1 064 800 мешканців (Оцінка 2007  року).
Густота населення — 392 на км².
Площа — 2714 км².